# Suras de Meca
As suras de Meca são, de acordo com o tempo e o contexto de sua revelação (asbāb al-nuzūl) dentro da tradição islâmica, os primeiros capítulos do Alcorão na ordem cronológica. A ordem cronológica atribuida a Ibn Abbas se tornou largamente aceita, e foi adotada pela edição padrão egípcia. Acredita-se que as suras tenham sido reveladas em algum momento antes da migração do profeta Maomé e seus seguidores de Meca para Medina (hégira). As suras de Medina, por outro lado, foram reveladas após a migração.
Em termos gerais, as suras de Meca são menores do que as de Medina, com versos (ayats) relativamente menores. A maioria das suras estão no final do Alcorão. A maior parte dos capítulos que contém os Muqattaʿat são de Meca.
Os capítulos são divididos em seções de Meca e Medina principalmente por fatores estilísticos e temáticos. A classificação das suras acontece a partir dos tamanhos dos versos e a presença ou ausência de certos conceitos e palavras-chave, como al-Rahman sendo o nome de Deus.

## Características
Estas são algumas características das suras de Meca. As número 7 e 8 são características estilísticas, e as últimas 4 são características do conteúdo abordado.
- Qualquer sura que tenha um verso que ordene a prostração a Alá (آيات السجدة) é de Meca, exceto as suras 13 e 22.
- Qualquer sura que contenha a palavra kalla كلا (nunca) é de Meca, e são encontradas apenas na segunda metade do Alcorão.
- Qualquer sura que contenha a frase ياأيها الناس (do indivíduo) mas não contenha a frase يأيها اللذين آمنوا (ó tu que crês) é de Meca, exceto a sura 22.
- Qualquer sura que contenha  Muqattaʿat são de Meca, exceto as suras 2, 3 e 13.
- Qualquer sura que narre a história de Adão e Iblis (Satanás) é de Meca, exceto a sura 2.
- Qualquer sura que narre a história dos primeiros profetas é de Meca, exceto a sura 2.
- Pequenos versos, com forte estilo retórico e sons rítmicos.
- Uso repetitivo de ênfases, exortações, analogias e juramentos
- Ênfase na crença em Alá, o Dia do Julgamento, e descrições do Inferno e do Céu, exceto a sura 2.
- Argumentos contra o politeísmo e refutação de suas associações com Alá
- Aviso aos politeístas através de histórias de antigos mensageiros sobre como o povo foi punido quando rejeitaram a sua mensagem.

## Ordem cronológica
A ordem cronológica proposta por Abu al-Qasim `Umar ibn Muhammad ibn `Abd al-Kafi, considerada como a ordem tradicional, consiste dos seguintes 86 capítulos:
96, 68, 73, 74, 1, 111, 81, 87, 92, 89,
93, 94, 103, 100, 108, 102, 107, 109, 105, 113,
114, 112, 53, 80, 97, 91, 85, 95, 106, 101,
75, 104, 77, 50, 90, 86, 54, 38, 7, 72,
36, 25, 35, 19, 20, 56, 26, 27, 28, 17,
10, 11, 12, 15, 6, 37, 31, 34, 39, 40,
41, 42, 43, 44, 45, 46, 51, 88, 18, 16,
71, 14, 21, 23, 32, 52, 67, 69, 70, 78,
79, 82, 84, 30, 29, 83.
Theodor Nöldeke propôs uma ordem cronológica diferente, conhecida como a cronologia de Nöldeke-Schwally, que consiste dos seguintes 90 capítulos:
- Do primeiro ao quinto ano da missão de Maomé

96, 74, 111, 106, 108, 104, 107, 102, 105, 92,
90, 94, 93, 97, 86, 91, 80, 68, 87, 95,
103, 85, 73, 101, 99, 82, 81, 53, 84, 100,
79, 77, 78, 88, 89, 75, 83, 69, 51, 52,
56, 70, 55, 112, 109, 113, 114, 1
- Do quinto ao sexto ano

54, 37, 71, 76, 44, 50, 20, 26, 15, 19,
38, 36, 43, 72, 67, 23, 21, 25, 17, 27, 18
- Do sétimo ano até a hégira

32, 41, 45, 16, 30, 11, 14, 12, 40, 28,
39, 29, 31, 42, 10, 34, 35, 7, 46, 6, 13

## Primeiro período
O primeiro período de Meca refere-se a quando Maomé começou a receber as revelações. As primeiras suras de Meca são os capítulos que foram revelados neste período. Elas transparecem a sociedade onde aparentemente foram compartilhadas, e, por causa de sua estrutura e comprimento, parecem ter sido feitas de uma maneira fácil de se memorizar e compartilhar oralmente. Além disso, as suras parecem ter sido usadas durante as primeiras liturgias. As suras são relativamente menores do que as outras do Alcorão, mas são mais diversas em termos de estrutura. Apesar de menores, elas possuem mais rimas. As suras são compostas de apenas um parágrafo ou menos de cinco ayats (como as suras 97, 103, 105, 108 e 111)  ou até mesmo sendo organizadas em grupos de dois (suras 81, 91), três (suras 82, 84, 86, 90, 92) ou quatro versos (suras 85, 89). Algumas das suras também possuem uma estrutura tripartite equilibrada no início e no fim do texto.[carece de fontes?] A maior parte delas fala sobre mostrar para a humanidade o quão óbvio é a existência de Deus através de fórmulas de juramento envolvendo o poder da natureza e um tom empático. As suras também citam civilizações que foram destruídas pela vontade divina. Também há uma ênfase sobre como Deus é o criador dos Céus, Terra e tudo o que há entre eles, além de Sua generosidade inalcançável. Além disso, certas suras falam de ética e valores que os humanos devem ter. Já que a humanidade deve se prostrar sob o poder de Deus, ela não deve buscar uma vida extravagante e devem amar e compartilhar seus bens, principalmente com os pobres. Também há suras que contém profecias escatológicas. Apesar do tema não ser muito elaborado nas últimas suras, as profecias têm um tom de ameaça para que as pessoas saibam sobre o Dia do Julgamento e tudo aquilo que o abrange (suras 103, 68, etc.), mas também há descrições visuais do Céu.[carece de fontes?]

## Segundo período
Há 21 suras no segundo período de Meca. As ayats possuem, em média, de doze a vinte sílabas de comprimento. Algumas suras possuem menos de cinquenta ayats, enquanto outras, como a 20, possuem mais de cem ayats. Essas suras não possuem necessariamente características distintas, como as do primeiro e terceiro períodos de Meca. Seus temas são uma mistura de ambos os períodos. Estas suras expandem a estrutura tripartite do verso. De acordo com Ernst,[carece de fontes?] as suras que possuem esta estrutura (algo comum na poesita árabe pré-islâmica)[carece de fontes?] possuem a primeira e terceira sessões mais curtas que são equivalentes em temática e audiência. Normalmente, a terceira seção termina com esplendor. A segunda seção normalmente é maior, englobando narrativas proféticas e decontenda. Estas suras têm menos juramentos do que as anteriores, mas têm uma abordagem muito mais conflituosa com os descrentes. Algumas suras deste período adotam uma forma que lembra o culto monoteístico, que será algo comum nas suras de Meca posteriores. Por exemplo, a sura 20 começa com uma seção que proclama a grandeza de Deus, então transita imediatamente para a história de Moisés. Após a história ser concluída, diversos ayats explicam seu significado, especialmente sua relação com os descrentes. Por causa da presença de elementos das outras suras de Meca, estas suras representam um desenvolvimento gradual da revelação do Alcorão com o tempo, com a comunidade de Maomé crescendo e mudando aos poucos. A principal evidência é como as suras se autoreferenciam, com o o uso de palavras como o "qur'an" (recitação do Alcorão) e "kitaab" (livro) para se referir a sua própria existência (suras 54, 37, 15, etc.), sempre pontuando que de fato elas são a mensagem enviada por Deus. Há controvérsia sobre os ayats, com dúvidas se estas palavras realmente existem. Alguns creem que "Alcorão" se refere aos textos que sempre existiu com Deus, mas outros afirmam que a palavra significa apenas os povos árabes que se reuniram em torno de Maomé após a revelação de suas profecias.

## Terceiro período
Este período é marcado pelo começo ministério público de Maomé sobre a hégira, ou a imigração abissínia. De acordo com a tradução de Yusuf Ali, o terceiro período de Meca se passa entre o sétimo ano desde o início da revelação até a hégira, aproximadamente de 619-622 DC. Este período é marcado pela perseguição de Maomé e os muçulmanos pelos coraixitas, que se extendeu para todo o seu clã, os Hashem. Os coraixitas boicotaram os Hashem para os persuadirem a deixar de proteger Maomé. As revelações deste período são marcadas por descrições de ressureição, do paraíso e do Dia do Julgamento. A estrutura tripartite é abandonada e substituída por outra mais longa e menos complexa. Sua forma de organização ainda é um mistério para os estudiosos. As suras contém passagens muito longas para a comunidade de crentes (muito mais longas do que as suras anteriores), e Maomé passou a falar diretamente com Deus, ao invés de meramente ser usado para transmitir a mensagem. As suras também falam sobre como os crentes devem se comportar mesmo com oposição e dificuldades.
No terceiro período, as referências à virgens donzelas sensuais de seios fartos e olhos grandes foram substituídas por esposas. De acordo com Neil Robinson, a descrição de donzelas foi usada para atrair os pagãos para o Islã, mas no terceiro período o foco de Maomé mudou para construir uma comunidade seguidora da lei focada em sua adoração à palavra de Deus.